# 조남균
조남균(趙南均, 1995년 11월 28일 ~ )은 대한민국의 바둑 기사이다.

## 약력
2007년 개최된 제1회 김인국수배 전국어린이바둑대회 최강부에서 변상일을 누르고 우승했다. 한종진 바둑도장에서 백홍석, 김세동, 한웅규 사범의 지도를 받았다. 제3회 몽백합배 세계바둑오픈전 아마추어 예선을 통과해 본선 64강 무대를 밟았고, 2019년 제143회 일반입단대회를 통해 입단했다. 2022년에 2단으로 승단했다.